# Empang Atas
Empang Atas is een bestuurslaag in het regentschap Sumbawa van de provincie West-Nusa Tenggara, Indonesië. Empang Atas telt 2770 inwoners (volkstelling 2010).